# Баташова, Ульяна Игоревна
Ульяна Игоревна Баташова (род. 16 августа 1994, Октябрьский, Башкортостан) — российская пятиборка. Участница Олимпийских игр в Токио. Шестикратная чемпионка России по современному пятиборью в личном зачете (2018, 2020), в команде (2019, 2020) и в эстафете (2013, 2020). Двукратный серебряный призёр чемпионата мира в команде и эстафете  (2017, 2021). Победитель I этапа Кубка Мира (Каир) 2019 г. Призёр III этапа кубка мира (София) 2018 г. Призёр I этапа кубка мира (Каир) 2020. Чемпионка мира среди юниоров (Мехико) 2015, бронзовый призёр первенства мира в личном зачёте (Мехико) 2015.
На 27 мая 2019 года занимает второе место в Women Senior Pentathlon World Cup Ranking.

## Карьера
Родилась в городе Октябрьский, республика Башкортостан 16 августа 1994 года.
Отец Баташов Игорь Александрович род. 14 февраля 1972 года, по профессии водитель. Мама Баташова Наталья Васильевна род. 12 февраля 1973 года, инженер. У Ульяны есть сестра Яна (род. 2006), которая занимается боксом.
В 6 лет Ульяну привёл в секцию плавания её отец. В 18 лет переехала в г. Уфу, чтобы начать заниматься современным пятиборьем.
С 2014 года входит в состав юниорской сборной. В 2015 году заняла 3 место на первенстве мира среди юниоров (Мехико) лично и стала чемпионкой мира в составе команды (Серкина София, Вдовенко Екатерина, Баташова Ульяна).
В 2017 году вошла в состав сборной России на чемпионате мира в Каире и в команде заняла второе место, лично стала 13.
В 2018 году впервые заняла призовое место на этапе Кубка мира (г. София).
В 2018 году впервые стала чемпионкой России.
На чемпионате мира 2018 года заняла 5 место (г. Мехико).
Перед Олимпийскими играми 2024 года в Париже получила нейтральный статус, но не смогла отобраться на Игры, не выйдя в финал чемпионата мира Чжэнчжоу в середине июня 2024 года. Баташова обвинила руководство Федерации спортивного пятиборья России в противодействии её попыткам пройти отбор на Игры. Главный тренер сборной России Андрей Макушин отверг обвинения Баташовой, заявив, со своей стороны, что она была прапорщиком Росгвардии на момент подачи документов о получении нейтрального статуса.
В августе 2022 года родила сына.

## Достижения
- Серебряный призёр Чемпионата мира 2017 в командном первенстве[6].
- Чемпионка мира среди юниоров 2015 в командном зачете и бронзовый медалист в личном первенстве.
- Бронзовый призёр Кубка мира 2018
- Чемпионка России 2018
- Победительница I этапа Кубка мира 2019 (Каир).
- Мастер спорта России международного класса (2015 год).